# When the Clouds Roll By
When the Clouds Roll By is een Amerikaanse filmkomedie uit 1919. Het was het filmdebuut van regisseur Victor Fleming.

## Verhaal
Daniel Boone Brown is een erg bijgelovige man. Hij gaat te rade bij een psychiater. Hij weet niet dat die psychiater ontsnapt is uit een gesticht. Hij laat Brown verschrikkelijke oefeningen doen en hij zet hem op een afgrijselijk dieet in de hoop dat hij zelfmoord pleegt.

## Rolverdeling
| Acteur             | Personage          |
| ------------------ | ------------------ |
| Douglas Fairbanks  | Daniel Boone Brown |
| Albert MacQuarrie  | Hobson             |
| Kathleen Clifford  | Lucette Bancroft   |
| Frank Campeau      | Mark Drake         |
| Ralph Lewis        | Curtis Brown       |
| Herbert Grimwood   | Dr. Ulrich Metz    |
| Daisy Jefferson    | Bobby de Vere      |
| Bull Montana       | Nachtmerrie        |
| Victor Fleming     | Zichzelf           |
| Thomas J. Geraghty | Zichzelf           |
| William C. McGann  | Zichzelf           |
| Harris Thorpe      | Zichzelf           |